# Tromatobia pacayae
Tromatobia pacayae är en stekelart som beskrevs av Gauld, Ugalde och Paul E. Hanson 1998. Tromatobia pacayae ingår i släktet Tromatobia och familjen brokparasitsteklar. Inga underarter finns listade i Catalogue of Life.